# Mi vida por la tuya
Mi vida por la tuya es una película en blanco y negro de Argentina dirigida por Roberto Gavaldón sobre su propio guion escrito en colaboración con Tulio Demicheli y A. Distefani que se estrenó el 1 de febrero de 1951 y que tuvo como protagonistas a Mecha Ortiz, Carlos Cores, Emma Gramatica, Guillermo Battaglia y Ana María Lynch.

## Sinopsis
Los temores de una madre por la salud de su hijo.

## Reparto
- Mecha Ortiz	 ...	Gloria Rivas
- Carlos Cores	 ...	Andrés Alberti
- Emma Gramatica	 ...	Emma Alberti
- Guillermo Battaglia	 ...	Francisco Aguirre
- Ana María Lynch	 ...	Novia de Andrés
- Ricardo Galache	 ...	Sacerdote
- María Gámez	 ...	Ángeles
- Alejandro Maximino	 ...	Miguel
- José De Ángelis	 ...	Inspector
- Otto Sirgo (padre)
- Néstor Deval
- Luis Zaballa	 ...	Andrés niño
- Federico	 ...	Animador
- Luis Zavalía
- Aurelia Musto	 ...	Doncella de Gloria
- Cirilo Etulain	 ...	Abogado
- Marisa Núñez	 ...	Enfermera
- Nelly Omar	 ...	 (voz)

## Comentarios
King en El Mundo escribió que la película tenía:

”Firme línea  dramática y una buena realización.”

 Por su parte Noticias Gráficas opinó en su crónica:

”Excelentes los valores cinematográficos desde el punto de vista fílmico.”